# Cronologia da Idade Contemporânea
Esta é uma cronologia da Idade Contemporânea de 1789 a hoje.
- 1789: Revolução Francesa: início da revolução com a tomada de Bastilha em Paris (14 de julho); Declaração dos Direitos do Homem e do Cidadão é aprovada pela Assemmbléia Nacional Constituinte da França (26 de agosto) / George Washington é eleito primeiro presidente dos Estados Unidos da América. / Brasil: Inconfidência Mineira é abortada; Prisão de Tiradentes (Joaquim José da Silva Xavier). / Ciências: "Tratado Elementar de Química", de Lavoisier.
- 1790: Revolução Francesa: (maio) extinção dos direitos feudais; (julho) promulgada a Constituição Civil do Clero / A Bélgica declara-se independente. / Leopoldo II da Áustria sobe ao trono do Sacro Império Romano-Germânico e reprime a revolução dos Países Baixos austríacos. / Vancouver explora a costa noroeste da América. / Inglaterra: primeiro moinho movido a vapor. / Os navios começam a ser construídos com cascos de ferro. / Música: "A Flauta Mágica", de Mozart. / Filosofia: "Crítica do Juízo", de Kant.
- 1791: Início da Revolução Haitiana / Revolução Francesa: (abril) Morre o Conde de Mirabeau (Honoré Gabriel Riqueti); (agosto) destituição e prisão do rei Luis XVI. /  Morre Mozart (Wolfgang Amadeus Mozart), compositor erudito clássico, em Viena-Áustria.
- 1792: Brasil: (abril) Tiradentes é enforcado em praça pública. / Revolução Francesa: (fevereiro) Aliança entre Áustria e a Prússia para combater a revolução; (setembro) Batalha de Valmy: derrota dos austro-prussianos; Proclamação da República.
- 1794: Revolta Polaca.
- 1796: Primeira vitória de Napoleão Bonaparte como comandante do exército francês.
- 1799: Termina a Revolução Francesa (9 de novembro).
- 1808: Chegada da Família Real Portuguesa ao Brasil (24 de janeiro).
- 1810: Os Países Baixos são anexados por Napoleão (9 de julho).
- 1811: Declaração de independência da Venezuela (5 de julho).
- 1812 a 1815: Guerra de 1812 entre os Unidos Estados e o Reino Unido (18 de junho de 1812 a 23 de março de 1815).
- 1814: Primeira abdicação de Napoleão (6 de abril).
- 1815: Segunda abdicação de Napoleão (22 de junho).
- 1821: A Grécia é declarada independente (25 de março).
- 1822: Príncipe Pedro proclama a independência brasileira (7 de setembro). Príncipe Pedro é coroado como Imperador Pedro I do Brasil (1 de dezembro).
- 1825 a 1828: A Guerra da Cisplatina resulta na independência do Uruguai.
- 1839 a 1851: Guerra Civil Uruguaiana.
- 1840: A Nova Zelândia é fundada, como a Tratado de Waitagi é assinado por o maori e o britânico.
- 1844 Nascimento Friedrich Nietzsche
- 1848 a 1858: Corrida do ouro na Califórnia.
- 1859: A Origem das Espécies, de Charles Darwin, é publicada (24 de Novembro).
- 1861 a 1865: Guerra Civil Americana entre a União e a Confederação (12 de abril de 1861 a 9 de abril de 1865).
- 1865: Abraham Lincoln, presidente dos Estados Unidos, é assassinado por um ator em Washington, D.C. (15 de abril).
- 1888: Lei Áurea é assinada pela Princesa Isabel e extingue todos os escravos no Brasil (13 de maio).
- 1914 a 1918: Primeira Guerra Mundial (28 de junho de 1914 a 11 de novembro de 1918).
- 1918: O primeiro caso confirmado da Gripe Espanhola é um soldado norte-americano em Kansas (4 de março).
- 1939 a 1945: Segunda Guerra Mundial (1 de setembro de 1939 a 2 de setembro de 1945).
- 1945: O primeiro teste atômico da história é realizado nos Estados Unidos (16 de julho). A Organização das Nações Unidas (ONU) é fundada (24 de outubro).
- 1945 a 1991: Guerra Fria entre os Estados Unidos e a União Soviética.
- 1989: Ocorre a Queda do Muro de Berlim (9 de novembro).
- 1990 a 1991: Guerra do Golfo (2 de agosto de 1990 a 28 de fevereiro de 1991).
- 1991: A União Soviética é dissolvida (26 de dezembro).
- 2001: Quatro aviões comerciais sequestrados pelos terroristas islâmicos colidem contra as torres gêmeas do World Trade Center em Nova York, uma parte do Pentágono no condado de Arlington, Virgínia e um campo próximo de Shanksville, Pensilvânia e matam 2.973 pessoas e 19 sequestradores (11 de setembro).
- 2004: Um terremoto no Oceano Índico, que provoca um tsunami, desvasta as costas dos países do Sudeste Asiático, causando a morte de 398.000 pessoas (26 de dezembro).